# Биддингхёйзен
Биддингхёйзен (нидерл. Biddinghuizen) — посёлок в Нидерландах, в общине Дронтен в провинции Флеволанд. Население — 6 205 человек. Вместе с ещё двумя поселениями входит в состав муниципалитета Дронтен. В посёлке находится парк аттракционов «Walibi Holland».

## История
Поселения Биддингхёйзен было образовано в 1963 году. Название было позаимствовано от ранее располагавшейся здесь, но впоследствии исчезнувший деревни с одноименным названием. Первое упоминание о поселении с названием «Bidningahusum» на этом месте — относятся к 793 году. Первыми, кто 10 октября 1963 года приехал и поселился в новообразованном поселении была семья — Heijmink.
Центральное место в религиозной жизни поселения занимают протестантская кирха и римо-католическая церковь Св. Бонифация. Вокруг них расположены магазины и административные постройки.
Стилизованное изображение птицы зимородка, которая изображена на флаге — является эмблемой поселения Биддингхёйзена.

## Мероприятия
Поселение Биддингхёйзен ведет достаточно активную жизнь, подтверждением чему является проведение многочисленных фестивалей и мероприятий. С 1982 по 1994 год именно здесь проходил фестиваль — Джамбори (Всемирный слёт скаутов), а в 1995 году здесь состоялся 18-й Джамбори. Также, поселение Биддингхёйзен является местом проведения следующих фестивалей:
- Arrow Rock Festival;
- AutoFest;
- AutoMaxx;
- Defqon.1;
- Fields of Rock;
- Flevoboulevard;
- Lowlands festival;
- Mega Trucks Festival;
- Opwekking.

## Известные жители
Шарон Кипс (нидерл. Sharon Kips) — голландская певица, обладательница премии «Золотой зимородок»;
Сандер Лантинга (нидерл. Sander Lantinga) — радиоведущий;
Алессио Да Крюз (нидерл. Alessio Da Cruz) — футболист, игрок FC Twente;
Симона Кетс (нидерл. Simone Kets) — футболист, игрок женской ФК Heerenveen